# Базар-Коргон
Базар-Коргон, также Базар-Курган (кирг. Базар-Коргон) — город (до 8 февраля 2021 года имел статус села) в Джалал-Абадской области Кыргызстана, районный центр Базар-Коргонского района и Базар-Коргонского городского округа.

## География и территория
Город расположен в 673 км от Бишкека, на стратегической трассе M41, соединяющей столицу страны c городом Ош, в 35 км от областного центра — города Джалал-Абад.
Город образован на базе Базар-Коргонского айылного аймака в составе сёл Джети-Кошкон (1109 жит.), Беш-Бадам (1720 жит.) и собственно села Базар-Коргон (41011 жит.); также в состав города переданы сёла Советское (13178 жит.) и южная часть села Аук (более 1,2 тыс. жит.) Кенешского айылного аймака. При этом бывшее село Беш-Бадам располагается чересполосно по отношению к основной территории города в 11 км на северо-восток от ближайшей окраины города.

## Экономика
В городе работают 3 хлопковых, масличная, хлебопекарная, табачная фабрики, столярные, швейные предприятия.

## Культура и образование
Профессионально-техническое училище, несколько средних, а также музыкальных и спортивных школ. 3 дома культуры, библиотека.

## Транспорт
Город связан автобусным сообщением с соседними, имеется автовокзал.

## Религия
Действуют медресе и 2 мечети.

## Население
До того, как село Базар-Коргон получило статус города, его население было 33359 жителей в 2009 году , а на 1 января 2021 года было 41011 жителей, после присоединения к селу нескольких населённых пунктов объединенный населённый пункт получил статус города, численность населения города Базар-Коргон на 1 января 2022 года составила 58136 жителей

## Известные уроженцы
- Худайбердиев, Ахмадали (1920—1985) — Герой Социалистического Труда.
- Абылов Асалдин (1922—2008) — Герой Социалистического труда.
- Омурбек Чиркешович Текебаев (род. 1958) — кыргызский политик.
- Чубак ажы Жалилов (1975—2020) — религиозный лидер